# Лаггалервен
Лаггалервен (нід. Laaghalerveen) — селище в нідерландській провінції Дренте. Входить до муніципалітету Мідден-Дренте.